# Can Riera (Montcada i Reixac)
Can Riera és una masia de Montcada i Reixac (Vallès Occidental) inclosa a l'Inventari del Patrimoni Arquitectònic de Catalunya.

## Descripció
Can Riera és la típica masia on els seus estadants, d'una mateixa família, han anat fent les millores oportunes segons les necessitats sorgides. La casa té la façana arrebossada i pintada de blanc. Presenta planta baixa i pis. La coberta és a dues aigües amb carener horitzontal a la façana i amb teules àrabs.
A la planta baixa, el portal d'entrada és rectangular on a l'interior hi ha una gran sala que fa d'entrada. A la dreta hi ha la cuina, i l'escala al fons per pujar a les estances de dalt. Al costat dret del portal hi ha una finestra rectangular amb reixa de brèndoles en tirabuixó.
Al pis hi ha tres obertures de finestres rectangulars. Al costat dret de l'edifici principal hi ha un cos de planta baixa de tipus porxo. Aprofitant la seva coberta s'ha adequat per a una terrassa de sortida de les habitacions del pis. Es troba protegida per una barana de ferro de barres verticals.

## Història
Can Riera és una de les masies més antigues de la contrada de Vallensana, un dels punts més antics de Montcada també. Sembla que a l'any 1300 beneficià a la Capella de Sant Antoni i Sant Llorenç. Els actuals estadants són successors directes de la família, en Miquel Riera i la seva família. Es conserva documentació des de finals del 1700.